# Natuurpark El Fondo

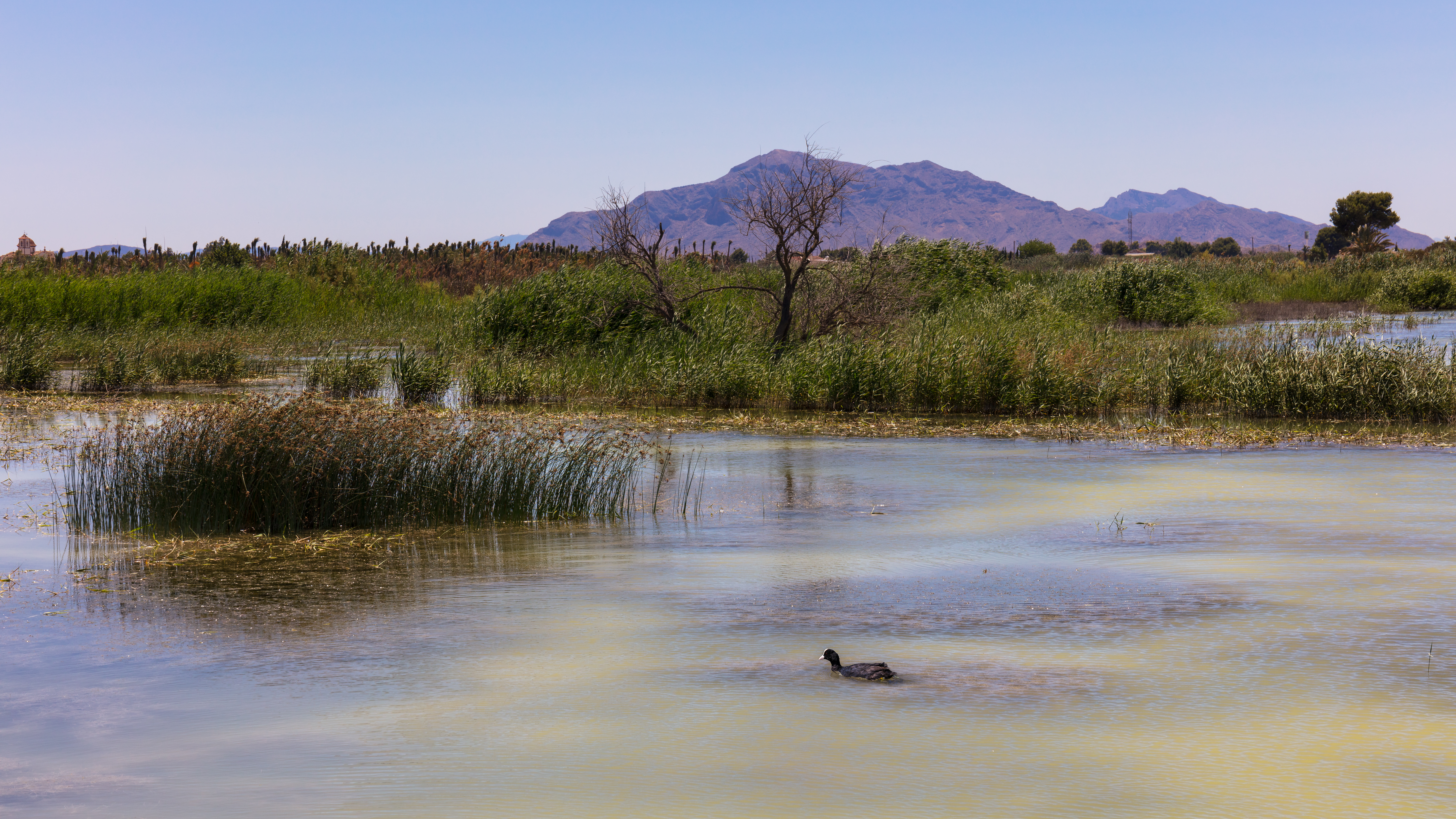

Het Natuurpark El Fondo (Valenciaans: Parc natural de El Fondo/Spaans: Parque natural de El Hondo) is een natuurpark in de regio Valencia in Spanje. Het natuurpark werd opgericht in 1988 en is 2387 hectare groot. Het natuurpark omvat twee stuwmeren met moeras en is een conventie van Ramsar-gebied.